# Los Pozuelos de Calatrava
Pour les articles homonymes, voir Pozuelos.
Ne doit pas être confondu avec Pozuelo de Calatrava.
Los Pozuelos de Calatrava est une commune d'Espagne de la province de Ciudad Real dans la communauté autonome de Castille-La Manche.

## Administration
| Période                                  | Période | Identité | Étiquette | Qualité |
| ---------------------------------------- | ------- | -------- | --------- | ------- |
|                                          |         |          |           |         |
| Les données manquantes sont à compléter. |         |          |           |         |